# Українець Владислав Петрович
Владисла́в Петро́вич Украї́нець (нар. 05 грудня 1999, м. Хмільник, Вінницька область, Україна — пом. 24 лютого 2022, Антонівський міст, Херсон, Херсонська область, Україна) — український військовослужбовець, лейтенант Збройних Сил України, учасник російсько-української війни, який відзначився під час відбиття російського вторгнення в Україну. Герой України (2022, посмертно).

## Життєпис
Навчався у середній школі в м. Хмільник, закінчивши 9 класів. 2016 року закінчив Кам'янець-Подільський ліцей з посиленою військово-фізичною підготовкою Хмельницької області, 2020-го — Національну академію Сухопутних військ імені гетьмана Петра Сагайдачного (м. Львів).
Від 22 липня 2020 служив командиром механізованого взводу механізованої роти 10-го окремого мотопіхотного батальйону (військова частина А2960) 59-ї окрема мотопіхотна бригада імені Якова Гандзюка Сухопутних військ ЗСУ. Учасник бойових дій, залучався до складу Операції об'єднаних сил на Сході України.
У перший день повномасштабного наступу Російської Федерації на Україну прикривав відхід українських військ від удару ворога, що атакував його позиції. Загинув на Антонівському мосту Херсонської області.
20 листопада 2022 року похований у місті Хмільнику на кладовищі по вул. Чайковського.
У Влада залишилися дружина, син та батьки.
19 січня 2024 року під час церемонії у Маріїнському палаці Президент України Володимир Зеленський вручив 30 сертифікатів на отримання квартир військовослужбовцям Сил оборони, яким присвоєно звання Героя України, та родинам полеглих Героїв; один із сертифікатів було вручено рідним лейтенанта Владислава Українця.

## Нагороди
- 2 березня 2022 року — за особисту мужність і героїзм, виявлені у захисті державного суверенітету та територіальної цілісності України, вірність військовій присязі — присвоєно звання «Герой України» з удостоєнням ордена «Золота Зірка» (посмертно).[3]

## Вшанування
У Хмільнику ім'я Героя внесено до Книги Пошани та пам'яті «Гордість Хмільника» (посмертно).